# Olympiska vinterspelen 1940
Olympiska vinterspelen 1940 hade ursprungligen tilldelats till Sapporo i Japan, och sommarspelen till Tokyo i samma land. Men båda togs tillbaka i juli 1938, på grund av den japanska invasionen av Kina i det andra kinesisk-japanska kriget. Våren 1939 valdes St. Moritz i Schweiz (1928 års värd) av IOK att vara värd för de olympiska vinterspelen 1940, men tre månader senare drog IOK tillbaka St. Moritz som värd för spelen, på grund av osämja med de schweiziska arrangörerna. Garmisch-Partenkirchen, värden för det föregående spelet, erbjöd sig som värdar för spelen igen, men spelen ställdes in i dess helhet i november 1939 på grund av Tysklands invasion av Polen den 1 september.